# Teinture au henné
La teinture au henné, utilisée pour faire des motifs sur la peau, peut aussi être appliquée sur les cheveux en teinture ou en soin.
Son usage est particulier : elle est déconseillée pour les cheveux colorés ou permanentés car le henné risquerait de ne pas donner la couleur désirée.
Sur des cheveux bruns ou noirs, le henné, même appliqué longuement, donnera un simple reflet, mais aura le même effet protecteur pour la chevelure.
En effet, le henné, contrairement à une coloration classique, ne pénètre pas dans les cheveux mais se plaque sur l'extérieur à la façon d'une peinture. Sa couleur ne remplace donc pas mais s'additionne à la couleur de base des cheveux. Cela explique notamment pourquoi il ne faut pas faire de coloration classique après un henné, même défraîchi, car le résultat sera irrégulier : les mèches encore couvertes de henné ne prendront pas la couleur.
Cette teinture n'éclaircit pas les cheveux, elle peut même pour certaines teintes les rendre plus foncés, l'intensité de la couleur variant selon la durée d'application. Par ailleurs, elle donne de la vitalité[réf. nécessaire] et de la douceur. Elle protège également les cheveux des agressions externes et aide la pousse des cheveux[réf. nécessaire].

## Utilisation
- Verser la poudre de henné dans un bol de préférence en verre.
- Ajouter du jus de citron (acide citrique pour un meilleur développement des pigments de couleurs)  et mélanger jusqu'à obtenir une pâte boueuse mais pas trop épaisse. Couvrir le bol d'une pellicule de plastique et laisser la couleur se développer 8 heures. On peut aussi utiliser de l'huile d'olive pour obtenir une crème plus facile à appliquer.
- Pour éviter les taches de henné sur le visage et la peau, imprégner un coton d'huile d'olive et graisser les zones qui risquent de se colorer au contact du henné (front, oreilles, cou...).
- Mettre des gants avant tout contact avec le produit pour ne pas avoir les mains et les ongles colorés pendant plusieurs jours.
- Appliquer le mélange sur cheveux propres et secs, des racines jusqu'aux pointes, comme pour une teinture traditionnelle.
- Ensuite, laisser agir pendant un temps qui peut varier de 1/2 heure à 5 heures selon l'intensité de la couleur désirée.
- Puis procéder à un rinçage abondant  aucun shampoing n,est nécessaire.

## Application corporelle (mains, pieds)
- Versez dans la poudre de henné, de l'eau chaude, ou du thé chaud ou du café chaud. La pâte en sera de plus en plus foncée.
- Ajouter ensuite un jus de citron et quelques gouttes d'essence ou d'alcool pour activer le séchage.
- Appliquez la pâte directement sur la main ou sur le pied sous forme de motifs (vendus en épicerie).
- Pour les plus doués, dessinez les motifs à l'aide d'une seringue.
- Déposez ensuite des morceaux de coton sur le henné.
- Enfermez la main ou le pied dans un sac plastique séparément puis recouvrez d'un tissu.
- Laissez reposer une nuit, pendant laquelle vous pouvez dormir en faisant attention de ne pas écraser le henné.
- Enlevez le tissu, les sacs plastique et le coton.
- Pour finir, appliquez de l'huile d'olive sur le henné. Cela permettra de foncer la couleur du henné et de le garder le plus longtemps possible.